# San Terenzo
San Terenzo è una frazione di circa 2 500 abitanti del comune di Lerici, in provincia della Spezia.

## Storia

### Medioevo

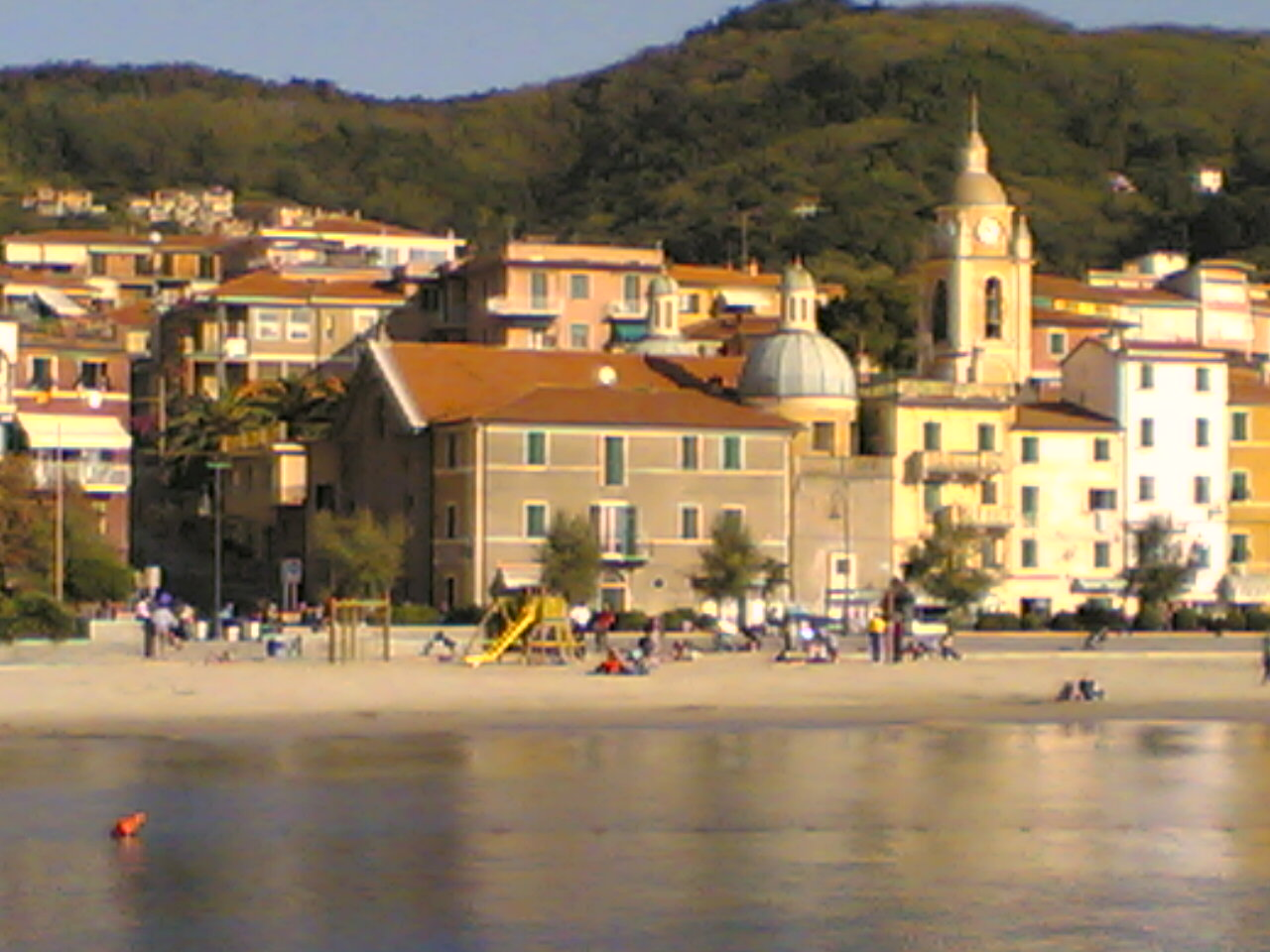
San Terenzo, il fronte a mare

Il nome del borgo, forse già in epoca romana, era Portiolo (probabilmente con il significato di "porto dell'olio" oppure "piccolo porto").
Del borgo di San Terenzo si hanno notizie già nel Medioevo: borgo di pescatori e marinai, era dedito anche ai traffici del vino e dell'olio e vi aveva sede, fra l'altro, un Ospitale.
Secondo una leggenda, vi approdò il monaco Terenzio, che intendeva recarsi a Roma in pellegrinaggio. Poco lontano il monaco fu assassinato dai briganti e i paesi della zona si contesero il diritto di trattenere la salma. Per dirimere la questione fu deciso di metterne il corpo su un carro trainato da buoi e, laddove i buoi si fossero fermati per stanchezza, lì sarebbe stato seppellito Terenzio: questo avvenne in corrispondenza dell'attuale paese di San Terenzo Monti, in provincia di Massa-Carrara.
Diversi toponimi della zona ricordano il tempo delle Crociate: in particolare la Tomba del crociato e lo Scoglio di Orlando (che, secondo la leggenda, fu spezzato in due dalla furia del cavaliere).
All'estremità occidentale del paese sorge il castello, fortilizio a pianta quadrangolare del tardo Medioevo, che fu costruito dagli abitanti del paese per difendersi dalle scorrerie musulmane.
Possesso feudale dei signori di Vezzano, dal XIII secolo diventa dominio della Repubblica di Genova.

### Età contemporanea
Durante il Risorgimento numerosi abitanti si distinsero per il loro patriottismo, soprattutto in relazione alle varie imprese garibaldine.
Sulla barca del patriota Paolo Azzarini di San Terenzo, denominata "Madonna dell'Arena", Garibaldi sfuggi all'inseguimento delle truppe austriache dopo la caduta della Repubblica Romana: salpati da Follonica, i patrioti sbarcarono a Portovenere il 5 settembre 1849. Sul lungomare santerenzino una lapide riporta le sue parole di ringraziamento: "Il padrone Paolo Azzarini che la fortuna mi ha fatto incontrare sulla terra italiana dominata da Tedeschi m'ha trasportato su questa d'asilo e di salvamento, trattandomi egregiamente e senza interesse".
Tra le camicie rosse che l'11 maggio 1860 sbarcarono a Marsala figurano anche i santerenzini Luigi Andreotti, Giovanni Battista Monteverde e Onesto Faccini.
La locale Cooperativa di consumo, fondata nel 1898, conserva una lettera autografa di Giuseppe Garibaldi nella quale l'eroe comunica di avere accettato volentieri la nomina a Presidente onorario della società.
Il 28 settembre 1922, nel cuore della notte, un fulmine colpì la polveriera che era ospitata nella batteria Falconara, sovrastante San Terenzo, provocandone l'esplosione: il paese, che contava allora 2 083 abitanti, pagò un tributo altissimo di vittime e venne quasi completamente distrutto (un monumento ricorda le numerose vittime, sia militari che civili, del disastro).
San Terenzo è una delle tredici borgate marinare che ogni anno partecipano al Palio del Golfo, che nel 1945 venne svolto proprio a San Terenzo a causa dei danni bellici nella zona della Spezia.

## Monumenti e luoghi d'interesse

### Architetture religiose
- Chiesa parrocchiale di Santa Maria Assunta.[7]

### Architetture civili
- Villa Marigola.
- Villa Magni, nota per essere stata residenza, dall'aprile al settembre 1822, di Percy Bysshe Shelley. In origine l'edificio era un convento di frati, che coltivavano l'attiguo parco ad orto grazie alla presenza di un pozzo di acqua dolce pur essendo poco lontano dal mare. In seguito fu acquistata da un ricco paesano di nome Ollandini, che fu detto "il pazzo" in quanto, per gusti personali, fece tagliare tutti gli ulivi presenti nella proprietà ed al loro posto fece piantare altri alberi tipici del nord Europa. Forse proprio per questo aspetto nordico la villa fu scelta da Shelley come sua residenza, nelle vicinanze di Lerici ove già risiedeva il suo amico Byron. Al centro del prato adiacente, facente parte del parco della villa, c'era un piccolo altare in travertino al di sotto del quale si narra Shelley avesse sepolto il suo cane.

### Architetture militari

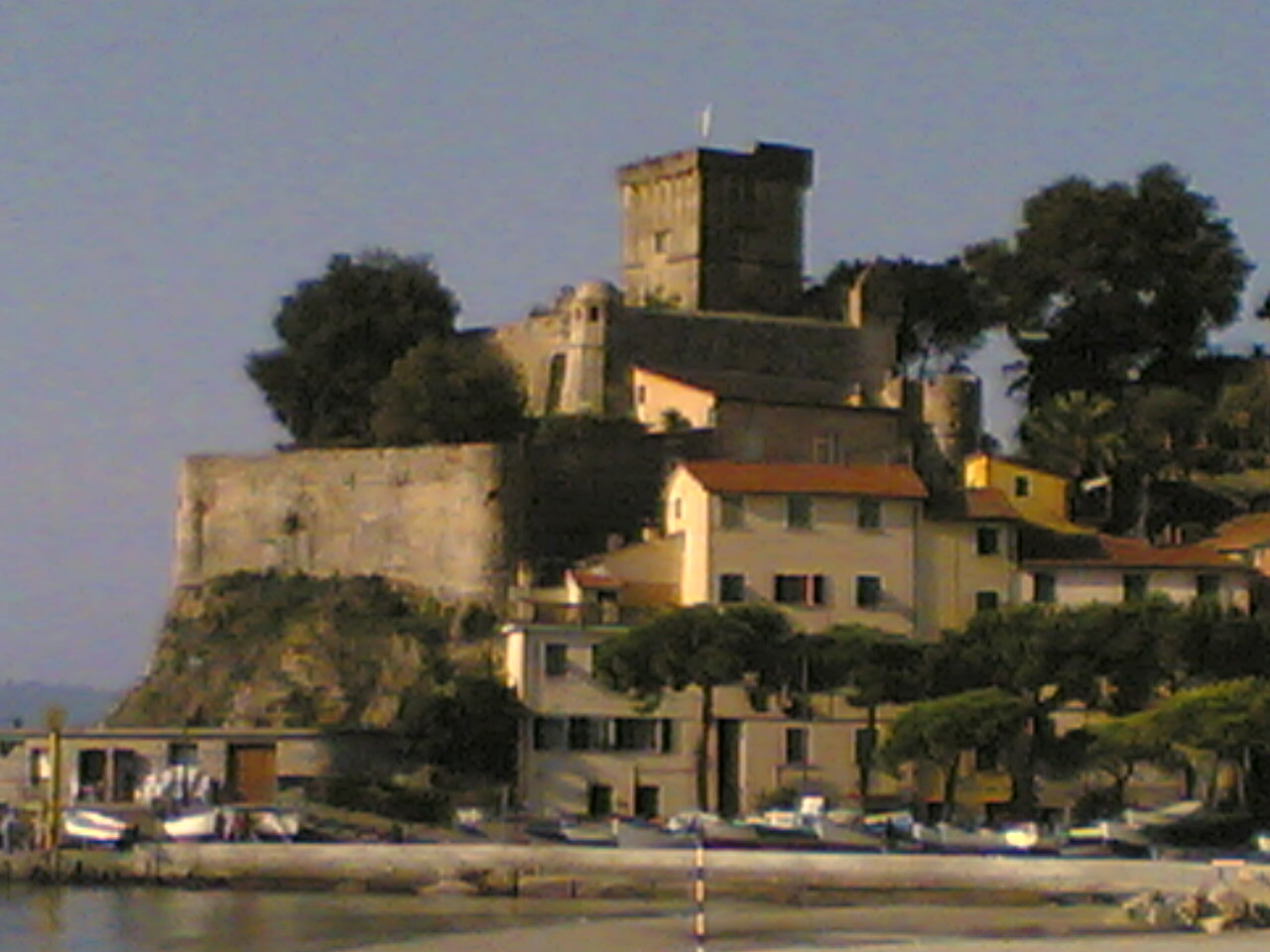
Il castello di San Terenzo

- Castello di San Terenzo si eleva su uno sperone roccioso all'estremità occidentale della baia che chiude lo specchio d'acqua antistante il paese. Fu costruito dai paesani attorno al 1400[8] come bastione di difesa contro le incursioni dei pirati turchi; per questo motivo, la grotta che si apre nel promontorio roccioso sul quale il castello sorge è detta "Tana dei Turchi". Oggi il castello è diventato la sede di eventi e manifestazioni culturali temporanee e di esposizioni di quadri e fotografie.

## Sport

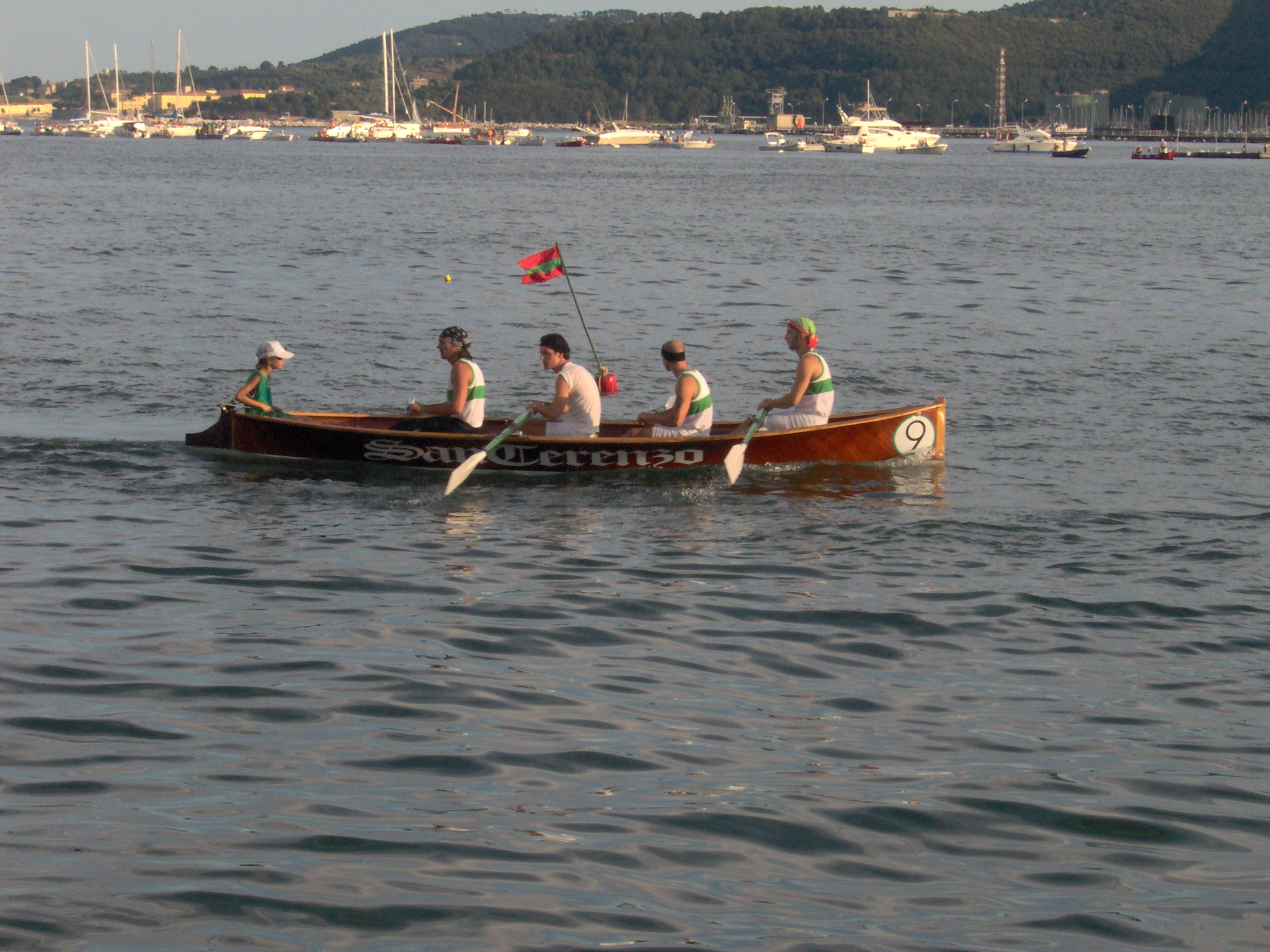
L'armo santerenzino durante l'81º Palio.

Dal 1922 la squadra di calcio U.S.D Santerenzina è la squadra locale. Durante i mesi estivi sulla spiaggia di San Terenzo, i residenti si dilettano nel gioco della "Baleta" (in gergo locale), un gioco basato sul palleggiare in cerchio nel bagnasciuga utilizzando una palla di piccole dimensioni leggermente sgonfia.

### Palmarès del Santerenzo
- 2 Pali Senior: 1945, 1964
- 3 Sfilate: 1994, 2023, 2025